# Friedrich Lahmeyer (Architekt)
Friedrich Ludwig Lahmeyer (* 5. Oktober 1845 in Hannover; † im 19. oder 20. Jahrhundert) war ein deutscher Architekt.

## Leben
Friedrich Ludwig Lahmeyer kam in der Residenzstadt des Königreichs Hannover zur Welt als Sohn des Organisten und Lehrers an der Neustädter Knabenschule Johann Friedrich Lahmeyer, der seinerzeit in der Bäckerstraße 163 in der Calenberger Neustadt wohnte.
Von 1863 bis 1868 studierte Lahmeyer an der Polytechnischen Schule Hannover als Schüler von Conrad Wilhelm Hase, zeitweilig arbeitete er auch im Architekturbüro von Hase.

## Projekte
- 1868–1869: Bauleitung beim Neubau der evangelisch-lutherischen Kirche St. Johannis-Pauli in Niedersachswerfen (Entwurf von Conrad Wilhelm Hase, Bauleitung zunächst 1868 durch Ludwig Wege, dann 1869 durch Friedrich Lahmeyer)[1]
- 1870–1872: Bauleitung beim Neubau der evangelisch-lutherischen (St. Nicolai- und) Liebfrauen-Kirche in Kalefeld (Entwurf von Conrad Wilhelm Hase)[1]
- 1890–1892: Neubau der evangelisch-lutherischen Kapelle St. Georg in Dögerode[1]
- o. J.: Nebengebäude für das Seminar in Wunstorf[3]